# Муздыбай
Муздыбай (каз. Мұздыбай) — село в Жанасемейском районе Абайской области Казахстана. Входит в состав Приречного сельского округа. Код КАТО — 632859400.

## Население
В 1999 году население села составляло 210 человек (105 мужчин и 105 женщин). По данным переписи 2009 года, в селе проживало 268 человек (139 мужчин и 129 женщин).